# Пінчук Віктор Михайлович
Ві́ктор Миха́йлович Пінчу́к (14 грудня 1960 , Київ, СРСР ) — український підприємець, політик, мільярдер та олігарх, зять другого президента України Леоніда Кучми. Засновник компанії EastOne та Фонду Пінчука. Власник медіагрупи StarLightMedia. Один із найбагатших українців.

## Життєпис
Народився 14 грудня 1960 року в Києві, походить з відомого єврейського роду, що належить до гілки ашкеназі.
Закінчив Дніпропетровський металургійний інститут (1983), за фахом — інженер-металург, «Обробка металів тиском».
1981–1983 — лаборант Дніпропетровського металургійного інституту.
1982 — різальник холодних труб, Нижньодніпровський трубопрокатний завод.
1983–1997 — стажист-дослідник, інженер, старший інженер, молодший науковий співробітник, старший науковий співробітник Державного науково-дослідного проектного інституту трубної промисловості, Дніпро.
З 1997 — президент інвестиційної групи «Інтерпайп», Дніпро.
До січня 2000 — радник Президента України, до лютого 2000 — член Ради підприємців при КМ України.
Ініціатор програми «Інвестиції в культуру» (з 1992). Ініціатор створення Членської благодійної організації «Фонд соціального порятунку» (Дніпро, 1998). Член політвиконкому партії «Трудова Україна» (травень 2000 — квітень 2004).
З 2017 року — член Наглядової ради Меморіального центру Голокосту «Бабин Яр».

## Відзнаки
- Лауреат Державної премії України в галузі науки і техніки (2004).
- Кандидат технічних наук (1987, проблеми розробки нових технологічних схем виробництва трубної продукції). Автор (співавтор) понад 100 наукових праць.
- Претендент на входження до рейтингу 100 найвпливовіших особистостей у світі сучасного мистецтва за 2008 рік.[7]
- 18 листопада 2014 року удостоєний медалі митрополита Андрея Шептицького за свій внесок у зміцнення українсько-єврейських відносин і підтримку проєвропейських прагнень України.[8]

## Знання мов
Володіє українською, російською, англійською мовами.

## Родина
З 1998 року перебував у фактичному шлюбі, а у 2002 році офіційно одружився з Оленою Франчук, дочкою експрезидента України Леоніда Кучми.
Діти: дочки Марія, Катерина, Вероніка та син Роман.

## Статки
У рейтингу найзаможніших українців за версією українського журналу Forbes, у травні 2021 року посів друге місце (поступившись лише Рінату Ахметову); за даними видання, має статки у 2,5 млрд доларів, у 2020 році його статки оцінювали у 1,4 млрд доларів.
У рейтингу журналу «НВ» «топ-100 найбагатших українців», опублікованому у жовтні 2019 року, статки Віктора Пінчука оцінено у $2,310 млрд (зменшення на 14 % із 2018 року). А вже у 2021 році багатство Пінчука авторитетне видання оцінило у $2,6 млрд (зростання на 8 % у порівнянні із 2020 роком).
У березні 2012 року — 255 місце з $4,2 млрд. 2013 року — 353 місце зі статком $3,8 млрд.
У рейтингу мільярдерів журналу «Форбс» у березні 2008 року (Список мільярдерів, 2008) Пінчук фігурував під номером 203 (його статок оцінювався в $5 млрд), а в рейтингу 2009 року як власник статків у $2,6 млрд зайняв 246-е місце. До березня 2011 року Пінчук займав у рейтингу Forbes 336-те місце (№ 2 в Україні, після Ріната Ахметова), зі статками $3,3 млрд.

## Політична діяльність

### Народний депутат
Нардеп України 3-го скликання з березня 1998 року, виборчий округ № 26, Дніпропетровської області. З'явилося 59,8 %, за 25,8 %, 17 суперників. На час виборів: президент Науково-виробничої інвестиційної групи «Інтерпайп» (Дніпропетровськ). Також у березні 1998 — кандидат в народні депутати України від блоку «Трудова Україна», № 8 в списку. Член фракції НДП (травень 1998 — квітень 1999), член групи «Трудова Україна» (з квітня 1999); голова підкомітету з питань підприємництва, інвестиційної політики та антимонопольного законодавства Комітету з питань економічної політики, управління народним господарством, власності та інвестицій (з липня 1998).
Нардеп України 4-го скликання квітень 2002 — квітень 2006, виборчий округ № 26 Дніпропетровської області, самовисування. За 38,25 %, 9 суперників. Член фракції «Єдина Україна» (травень — червень 2002), член фракції партій ППУ та «Трудова Україна» (червень 2002 — квітень 2004), член фракції «Трудова Україна» (4 грудня 2004), позафракційний (грудень 2004 — січень 2005), член групи «Демократична Україна» (січень — вересень 2005), член фракції «Вперед, Україно!» (вересень — листопад 2005), член групи Народного блоку Литвина (з листопада 2005). Член Комітету з питань економічної політики, управління народним господарством, власності та інвестицій (з червня 2002).

### Євромайдан
Пінчук сказав про Євромайдан наступне:
Вільні громадяни виробили свою думку і говорять про це. Ніщо не може бути сильніше. Це дає мені величезний оптимізм щодо майбутнього нашої країни.

### Війна Росії проти України (з 2014-го)
Наприкінці грудня 2016 р. в американській газеті «Wall Street Journal» опубліковано статтю Пінчука «Україна має піти на болючі компроміси для миру з Росією» (англ. Ukraine Must Make Painful Compromises for Peace With Russia), яка викликала скандальну реакцію в суспільно-політичних колах: серед іншого, він запропонував відокремити питання Криму від війни на сході України, провести там місцеві вибори і відмовитися від перспективи вступу до ЄС і НАТО.
Згодом Пінчук опублікував нову статтю, в якій спробував пояснити свою позицію: згідно них американське видання скоротило оригінал, що могло змінити його сенс.
В оригіналі (за словами автора) говориться наступне:
- Україна має бути членом ЄС,
- Санкції проти РФ мають бути продовжені,
- Жодних компромісів з РФ у України бути не може (хоча це напряму суперечить надрукованій статті),
- Крим є частиною України і РФ повинна його повернути.

## Діяльність
1999 року Пінчук був у центрі скандалу «з ознаками розкрадання державного майна, ухилення від сплати податків і укривання валютних коштів за межами України»
Політична кар'єра Пінчука представлена депутатськими мандатами в парламентах третього і четвертого скликання, роботою на посаді радника Президента, а також у Раді підприємців у Кабінеті Міністрів. У виборах до ВРК 2006 року Пінчук участі не брав, зробивши остаточний вибір на користь бізнесу та благодійності.
Згодом відійшов від владних структур, займається підприємницькою діяльністю, бере участь в громадському житті України. Як меценат Пінчук фінансує мистецькі проєкти, колекціонує дорогий живопис. Так, один з найдорожчих митців світу початку 2000-х — Демієн Герст — назвав Віктора Пінчука «найбільшим з трьох колекціонерів, з якими він працює».
У лютому 2024 року Пінчук вийшов зі списку енефіціарних власників компанії Tavt Media, власника радіостанцій «Хіт FM», Kiss FM, «Наше Радіо», «Радіо Байрактар», єдиним її власником став Микола Баграєв.

### Криворіжсталь
У той час коли Президентом України був Леонід Кучма, його зять Віктор Пінчук набув великих активів. 14 червня 2004 р. консорціум «Інвестиційно-металургійний союз», співзасновником якого були Віктор Пінчук і Рінат Ахмєтов, отримав у власність 93,02%-ний пакет акцій заводу «Криворіжсталь», експертна оцінка якого становила 3-5  млрд доларів США, сплативши 4 млрд. 260 млн грн. 22 квітня 2005 р.
Господарський суд Києва визнав незаконним продаж 93,02%-ного пакету акцій «Криворіжсталі» і постановив повернути їх Фонду держмайна. 24 жовтня 2005 року компанія Mittal Steel Germany GmbH придбала 93%-й пакет акцій «Криворіжсталі» за 24 млрд. 200 млн грн. (4,8 млрд доларів США), що в 5,7 раза перевищує суму, отриману за підприємство у 2004 році.
Втративши комбінат «Криворіжсталь», Пінчук залишається власником великих активів. До складу інвестиційно-консалтингової групи EastOne, створеною Пінчуком у 2007 році у результаті реструктуризації ФПГ «Інтерпайп», входять великі підприємства, сфера діяльності яких охоплює трубну промисловість, банківські послуги, засоби масової інформації, страхову галузь та інше. За версією журналу Forbes, його актив оцінюється у 1,2 мільярди доларів США (станом на жовтень 2006). У його власності також знаходяться 4 телеканали (ICTV, Новий, СТБ, М1), газета «Факты и комментарии», видавництво «Економіка», яке видає газету Дело, журнал «ІнвестГазету», а також центр сучасного мистецтва PinchukArtCentre у Києві.

### Меценатство
За його сприяння давався найбільший приватний обід на Давоському форумі 2006-го року у підтримку України та фінансувалася українська експозиція на 52-му Венеціанському бієнале. 2008 року компанією, що управляє бізнесом Пінчука EastOne, було придбано 71 % акцій видавництва «Економіка» (видає газету «Дело» та журнал «ІнвестГазета»).
Благодійною діяльністю Віктор Пінчук займається з 1992 року. Наразі Фонд Пінчука реалізує ряд благодійних проєктів, серед яких програма з відкриття Центрів допомоги новонародженим «Колиски надії», Центр Сучасного мистецтва PinchukArtCentre, Київська школа економіки (KSE) Підтримка місцевих єврейських громад в Україні та інші.
Інвестує у творчість кінорежисера Стівена Спілберґа. За сприяння Віктора Пінчука та Стівена Спілберґа було знято документальний фільм «Назви своє ім'я» про Голокост.
Діяльність PinchukArtCentre та поширюване центром «сучасне мистецтво» викликає неодностайні оцінки в Україні..
Пінчук ініціював проєкт «Ялтинської європейської стратегії» (YES), намагаючись залучити до його участі відомих світових політиків — президентів, прем'єрів, депутатів Європарламенту, а також впливових лідерів громадської думки.
У лютому 2013 року Віктор Пінчук, приєднавшись до філантропічної ініціативи Гейтса і Баффета «Клятва дарування», став першим українцем, який вирішив віддати не менше половини свого статку на благодійність..

### Суперечка за Нікопольський феросплавний завод
Влітку 2005 року суд ухвалив рішення про незаконну приватизацію Пінчуком Нікопольського феросплавного заводу і відтак повернення контрольного пакету в державну власність. Довкола прав власності на завод розгорнулася війна, яка супроводжувалася взаємно виключними постановами судів, альтернативними зібраннями акціонерів, і спробами силового захоплення заводу. Прагнення уряду Юлії Тимошенко підтримала група «Приват» Коломойського, якій вже належала решта українського виробництва феросплавів.
У серпні 2005 року три загальноукраїнських телеканали Пінчука (ICTV, Новий і СТБ) перервали передачі і кілька днів транслювали мітинг, як ці канали твердили, «захисників заводу» наживо, назвавши це «Новим Майданом». Серед спікерів були Юрій Кармазін і Інна Богословська. Менше ніж за місяць по тому Президент Ющенко відправив перший уряд Юлії Тимошенко у відставку.
«Позиційні бої» за Нікопольський феросплавний завод тривали ще два роки і завершилися угодою між групами Пінчука і Коломойського щодо поділу власності над підприємством. Держава залишилася поза рамками угоди і не повернула нічого.

## Виноски
1. ↑  Davos 2014 Participant List
2. ↑  http://w1.c1.rada.gov.ua/pls/radac_gs09/d_index_arh?skl=3
3. ↑  http://w1.c1.rada.gov.ua/pls/radac_gs09/d_index_arh?skl=4
4. ↑  Пинчук, Виктор. Архів оригіналу за 29 лютого 2012. Процитовано 22 лютого 2012.
5. ↑  In Ukraine, a Jewish Oligarch Is a Bridge to the West. Tablet Magazine. 13 грудня 2013. Процитовано 15 грудня 2022.
6. ↑  Створено наглядову раду київського меморіального центру Голокосту "Бабин Яр". Лівий берег. 19 березня 2017. Архів оригіналу за 4 січня 2020. Процитовано 5 січня 2020.
7. ↑  Віктора Пінчука названо претендентом до рейтингу 100 найвпливовіших людей у світі мистецтва 2008. Архів оригіналу за 26 жовтня 2007. Процитовано 28 жовтня 2007.
8. ↑  http://nvua.net/ukraine/nomeru-chetvertomu-v-spiske-bogateyshih-ukraincev-vruchili-medal-mitropolita-andreya-sheptickogo-21272.html
9. ↑  100 найбагатших українців 2021 — Forbes.ua. forbes.ua (укр.). 6 травня 2021. Архів оригіналу за 7 травня 2021. Процитовано 7 травня 2021.
10. ↑  Forbes: за рік статки Ахметова зросли майже втричі. Радіо Свобода (укр.). Архів оригіналу за 8 травня 2021. Процитовано 7 травня 2021.
11. ↑  Золотая сотня. Топ-100 самых богатых украинцев — рейтинг НВ и Dragon Capital. nv.ua. Архів оригіналу за 1 листопада 2020. Процитовано 30 листопада 2019.
12. ↑  У ТОП-100 найбагатших українців потрапило 8 львів’ян. lvivski.info (укр.). 5 листопада 2021. Архів оригіналу за 7 листопада 2021. Процитовано 11 листопада 2021.
13. ↑  Профіль Віктора Пінчука на сайті Форбс 2013 [Архівовано 21 травня 2014 у Wayback Machine.](англ.)
14. ↑  Профіль Віктора Пінчука на сайті Форбс 2008. Архів оригіналу за 24 вересня 2015. Процитовано 3 травня 2014.
15. ↑  Фонд Віктора Пінчука — Інтерв'ю і статті. Архів оригіналу за 3 травня 2014. Процитовано 3 травня 2014.
16. ↑  Миллиардер Виктор Пинчук поддержал Евромайдан [Архівовано 15 грудня 2013 у Wayback Machine.] 12.12.2013 (рос.)
17. 1 2  Єлісєєв, Костянтин (5 січня 2017). Відповідь влади Пінчуку щодо відмови від ЄС та Криму. Повний текст. Європейська правда. Архів оригіналу за 25 березня 2017. Процитовано 25 березня 2017.
18. ↑  Pinchuk, Victor (29 грудня 2016). Ukraine Must Make Painful Compromises for Peace With Russia. WSJ (англ.). Архів оригіналу за 24 березня 2017. Процитовано 24 березня 2017.
19. ↑  Чубаров: Своїми компромісами Пінчук пропонує вбити Україну. Українська правда. 30 грудня 2016. Архів оригіналу за 25 березня 2017. Процитовано 24 березня 2017.
20. ↑  Рощенко, Олена (31 грудня 2016). Найєм вважає ідеї Пінчука не компромісом, а капітуляцією. Українська правда. Архів оригіналу за 24 березня 2017. Процитовано 24 березня 2017.
21. ↑  В АП відповіли Пінчуку: відмови від ЄС і НАТО не буде, Кримом не торгуємо. Українська правда. 5 січня 2017. Архів оригіналу за 24 березня 2017. Процитовано 24 березня 2017.
22. ↑  Respect for Ukraine Vital for a Lasting Peace. WSJ (англ.). 4 січня 2017. Архів оригіналу за 25 березня 2017. Процитовано 25 березня 2017.
23. ↑  Муждабаєв, Айдер (1 січня 2017). Реакция элиты на идеи Пинчука: молчание – знак согласия?. Українська правда - Блоги (рос.). Архів оригіналу за 25 березня 2017. Процитовано 25 березня 2017.
24. ↑  Блайх, Яков Дов (30 січня 2017). Чи наблизять Україну до Європи спроби задушити нові ідеї?. Українська правда (рос.). Архів оригіналу за 25 березня 2017. Процитовано 25 березня 2017.
25. ↑  Фонд Сороса засудив позицію Пінчука, але не бойкотуватиме його заходи. Європейська правда. 7 січня 2017. Архів оригіналу за 25 березня 2017. Процитовано 25 березня 2017.
26. ↑  Снігир, Олена (5 січня 2017). Рік змін, зрад та "примусу до миру": що має змінити Україна, щоб витримати Трампа та "ідеї Пінчука". Європейська правда. Архів оригіналу за 25 березня 2017. Процитовано 25 березня 2017.
27. ↑  Опоблок заступився за Пінчука. Українська правда. 24 січня 2017. Архів оригіналу за 25 березня 2017. Процитовано 25 березня 2017.
28. ↑  Пінчук пропонує провести вибори в ОРДЛО, відмовитись від ЄС і НАТО. Українська правда. 30 грудня 2016. Архів оригіналу за 25 березня 2017. Процитовано 24 березня 2017.
29. ↑  Яхно, Олеся (13 січня 2017). По поводу "расширенной версии" (аргументации) статьи Виктора Пинчука. Українська правда - Блоги (рос.). Архів оригіналу за 25 березня 2017. Процитовано 25 березня 2017.
30. ↑  Пінчук, Віктор (13 січня 2017). Без назви. Українська правда (рос.). Архів оригіналу за 25 березня 2017. Процитовано 25 березня 2017.
31. ↑  "Українська правда" – Пінчуку. Українська правда (рос.). 13 січня 2017. Архів оригіналу за 25 березня 2017. Процитовано 25 березня 2017.
32. ↑  Архівована копія. Архів оригіналу за 30 червня 2007. Процитовано 29 червня 2007.{{cite web}}:  Обслуговування CS1: Сторінки з текстом «archived copy» як значення параметру title (посилання)
33. ↑  Стенограма засідання Верховної Ради. Архів оригіналу за 22 грудня 2015. Процитовано 19 червня 2012.
34. ↑  Колесникова І. Гаманець для Президента?: «Таємний зять» Кучми підозрюється парламентарями у приховуванні десятків мільйонів доларів на закорд. рахунках: [Депут. запит нар. деп. України О. Жира та А. Єрмака до Генпрокуратури про перевірку інформації щодо відкриття рахунків за кордоном і приховування на них валют. виручки нар. депутатом, радником Президента України В. Пінчуком] // Укр. слово. — 1999. — 23 верес. — С. 1, 4.
35. ↑  Коробова Т. Чи стане Віктор Пінчук новим Павлом Лазаренком?: [Депут. запит О. Жира та А. Єрмака про необхідність перевірки інформації "про відкриття рахунків за кордоном і приховування на них валют. виручки нар. деп. В. М. Пінчуком] // День. — 1999. — 18 верес. — С. 1, 4.
36. ↑  ArtSlant — Hirst says Art Prices may still fall, 24.04.2009 [Архівовано 23 вересня 2015 у Wayback Machine.] (англ.)
37. ↑  У девʼяти національних радіостанцій групи Tavr Media тепер один власник. Віктор Пінчук вийшов із компанії — Forbes.ua. forbes.ua (укр.). 5 лютого 2024. Процитовано 8 лютого 2024.
38. ↑  eastonegroup.com. www.eastonegroup.com. Архів оригіналу за 2 березня 2022. Процитовано 25 березня 2017.
39. 1 2  The World's Richest People. Архів оригіналу за 25 червня 2007. Процитовано 18 червня 2007.
40. ↑  Архівована копія. Архів оригіналу за 20 березня 2008. Процитовано 13 березня 2008.{{cite web}}:  Обслуговування CS1: Сторінки з текстом «archived copy» як значення параметру title (посилання)
41. ↑  Архівована копія. Архів оригіналу за 15 червня 2009. Процитовано 9 вересня 2009.{{cite web}}:  Обслуговування CS1: Сторінки з текстом «archived copy» як значення параметру title (посилання)
42. ↑  Архівована копія. Архів оригіналу за 16 травня 2013. Процитовано 9 грудня 2010.{{cite web}}:  Обслуговування CS1: Сторінки з текстом «archived copy» як значення параметру title (посилання)
43. ↑  Виктор Пинчук и волшебный пенис мысли. Архів оригіналу за 30 липня 2010. Процитовано 16 липня 2010.
44. ↑  Щедрость миллиардера: чем подкреплена клятва Пинчука отдать половину состояния на благотворительность. Форбс. 21 лютого 2013. Архів оригіналу за 26 квітня 2015. (рос.)